# Liste der Monuments historiques in Flavigny-sur-Ozerain
Die Liste der Monuments historiques in Flavigny-sur-Ozerain führt die Monuments historiques in der französischen Gemeinde Flavigny-sur-Ozerain auf.

## Liste der Immobilien
| Bezeichnung             | Beschreibung | Standort                                            | Kennzeichnung | Schutzstatus | Datum     | Bild           |
| ----------------------- | --- | --------------------------------------------------- | ------------- | ------------ | --------- | -------------- |
| Maison des Écuyers      | aus dem 13. Jahrhundert | 19 rue du Four (Lage)                               | PA00112752    | Inscrit      | 1990      |                |
| Camp A der Armee Cäsars | römisches Militärlager zur Belagerung von Alesia, 52 v. Chr. | nordwestlich des Ortes (Lage)                       | PA00112453    | Classé       | 1979      |                |
| Wohnhaus                | aus dem 13. oder 14. Jahrhundert | 2 Rue de l’Eglise (Lage)                            | PA00112457    | Inscrit      | 1926      |                |
| Wohnhaus                | aus dem 14. Jahrhundert; mit Innenausstattung des 18. Jahrhunderts | 10 rue Mirabeau (Lage)                              | PA00135220    | Inscrit      | 1995      |                |
| Stadttore               | aus dem 13. Jahrhundert: - Porte du Val (⊙) - Porte du Bourg (⊙) - Poterne (⊙) | Rue de la Porte du Val Grande Rue Rue de la Poterne | PA00112458    | Classé       | 1846      | weitere Bilder |
| Maison du Donataire     | auch Maison Buret; aus dem 15. Jahrhundert | 7 rue de l’Eglise (Lage)                            | PA00112456    | Classé       | 1930      | weitere Bilder |
| Abtei St-Pierre         | Benediktinerkloster, 719 gegründet, nach der Französischen Revolution aufgehoben und als Nationalgut verkauft; karolingische Krypta Ste-Reine, 9. Jahrhundert, Kirchenruine, 11. Jahrhundert | Rue de l’Abbaye (Lage)                              | PA00112454    | Classé       | 2013 2014 | weitere Bilder |
| Kirche St-Genest        | ab dem 13. Jahrhundert | Place de l’Eglise (Lage)                            | PA00112455    | Classé       | 1840      | weitere Bilder |

## Liste der Objekte
| Bezeichnung                                     | Beschreibung | Standort                                        | Kennzeichnung | Schutzstatus | Datum | Bild           |
| ----------------------------------------------- | --- | ----------------------------------------------- | ------------- | ------------ | ----- | -------------- |
| Chorgestühl                                     | Holz, 15. Jahrhundert | in der Kirche St-Genest (Lage)                  | PM21001098    | Classé       | 1840  | weitere Bilder |
| Milletot-Triptychon                             | Mittelteil mit Darstellung des Abendmahls verloren, recto auf den Flügeln: Abraham und Melchisedek und Mannawunder; verso jeweils Stifterbilder; Ölfarbe auf Eichenholz, zwischen 1520 und 1530, dem Meister von Commarin (= Jean I. Dorrain?) zugeschrieben | in der Kirche St-Genest (Lage)                  | PM21001100    | Classé       | 1907  | weitere Bilder |
| Skulptur Madonna lactans                        | Kalkstein, farbig gefasst, 14. Jahrhundert | in der Kirche St-Genest (Lage)                  | PM21001101    | Classé       | 1907  | weitere Bilder |
| Skulptur Heiliger Dionysius                     | Kalkstein, 14. Jahrhundert | in der Kirche St-Genest (Lage)                  | PM21001102    | Classé       | 1907  |                |
| Skulptur Johannes der Täufer                    | Holz, farbig gefasst, 15. Jahrhundert | in der Kirche St-Genest (Lage)                  | PM21001103    | Classé       | 1907  |                |
| Skulptur Heiliger Sebastian                     | Holz, farbig gefasst, 16. oder 17. Jahrhundert | in der Kirche St-Genest (Lage)                  | PM21001104    | Classé       | 1907  | weitere Bilder |
| Skulptur Heiliger Christophorus                 | Kalkstein, farbig gefasst, 15. Jahrhundert | in der Kirche St-Genest (Lage)                  | PM21001105    | Classé       | 1907  |                |
| Skulptur Maria von Ägypten                      | Kalkstein, 15. Jahrhundert | in der Kirche St-Genest (Lage)                  | PM21001106    | Classé       | 1907  |                |
| Skulptur Mater dolorosa (1)                     | Holz, farbig gefasst und vergoldet, 15. Jahrhundert | in der Kirche St-Genest (Lage)                  | PM21001107    | Classé       | 1907  |                |
| Skulptur Mater dolorosa (2)                     | Teil einer Kreuzigungsgruppe; Holz, farbig gefasst, 15. Jahrhundert | in der Kirche St-Genest (Lage)                  | PM21001108    | Classé       | 1907  |                |
| Skulptur Johannes Evangelist                    | Teil einer Kreuzigungsgruppe; Holz, farbig gefasst, 15. Jahrhundert | in der Kirche St-Genest (Lage)                  | PM21001109    | Classé       | 1907  |                |
| Gemälde Anbetung der Hirten                     | Ölfarbe auf Leinwand, bezeichnet 1612, Claude Ménassier zugeschrieben; nach Peter Candid | in der Kirche St-Genest (Lage)                  | PM21001111    | Classé       | 1910  | weitere Bilder |
| Skulptur Heiliger Ludwig                        | Kalkstein, 15. Jahrhundert | außen an der Kirche St-Genest (Lage)            | PM21001112    | Classé       | 1913  |                |
| Skulptur eines Apostels                         | Kalkstein, 15. Jahrhundert | außen an der Kirche St-Genest (Lage)            | PM21001113    | Classé       | 1913  |                |
| Relief Kreuzigungsgruppe                        | Keramik, 15. Jahrhundert | in der Kirche St-Genest (Lage)                  | PM21001114    | Classé       | 1916  |                |
| Gedenktafel an die Kirchweihe                   | Kalkstein, bezeichnet 1435 | in der Kirche St-Genest (Lage)                  | PM21001115    | Classé       | 1931  |                |
| Skulptur Löwe                                   | Kalkstein, 15. Jahrhundert | in der Kirche St-Genest (Lage)                  | PM21001116    | Classé       | 1933  |                |
| Grabstein für Jacquette d’Orges                 | Kalkstein, bezeichnet 1498 | in der Kirche St-Genest (Lage)                  | PM21001117    | Classé       | 1933  |                |
| Skulpturengruppe Versuchung von Adam und Eva    | Kalkstein, 16. Jahrhundert | in der Kirche St-Genest (Lage)                  | PM21001118    | Classé       | 1933  |                |
| Skulpturengruppe Mariä Verkündigung             | Kalkstein, 16. Jahrhundert | in der Kirche St-Genest (Lage)                  | PM21001119    | Classé       | 1933  | weitere Bilder |
| Skulptur einer Heiligen                         | Kalkstein, 16. Jahrhundert | in der Kirche St-Genest (Lage)                  | PM21001120    | Classé       | 1933  |                |
| Skulpturengruppe Zwei Engel mit Wappenschild    | Kalkstein, 17. Jahrhundert | in der Kirche St-Genest (Lage)                  | PM21001121    | Classé       | 1933  |                |
| Skulptur Heiliger Antonius der Große            | Kalkstein, 15. Jahrhundert | in der Kirche St-Genest (Lage)                  | PM21001122    | Classé       | 1933  |                |
| Skulptur Heiliger Adrian                        | Kalkstein, 15. Jahrhundert | in der Kirche St-Genest (Lage)                  | PM21001123    | Classé       | 1933  |                |
| Skulptur Heilige Barbara (1)                    | Kalkstein, farbig gefasst, erste Hälfte des 16. Jahrhunderts | in der Kirche St-Genest (Lage)                  | PM21001124    | Classé       | 1959  |                |
| Skulptur Unterweisung Mariens (1)               | Kalkstein, farbig gefasst, erste Hälfte des 16. Jahrhunderts | in der Kirche St-Genest (Lage)                  | PM21001125    | Classé       | 1959  |                |
| Gemälde Judith wird die Rüstung angelegt        | Ölfarbe auf Leinwand, vergoldeter Holzrahmen, 18. Jahrhundert | in der Kirche St-Genest (Lage)                  | PM21001127    | Classé       | 1971  |                |
| Gemälde Die Frauen am offenen Grab              | Ölfarbe auf Leinwand, 17. Jahrhundert | in der Kirche St-Genest (Lage)                  | PM21001128    | Classé       | 1971  | weitere Bilder |
| Reliquiar                                       | Holz, Silber, 17. Jahrhundert | in der Kirche St-Genest (Lage)                  | PM21001129    | Classé       | 1978  |                |
| Dionysius-Reliquiar                             | Silber, Messing, 16. oder 17. Jahrhundert | in der Kirche St-Genest (Lage)                  | PM21001130    | Classé       | 1978  |                |
| Armreliquiar                                    | Silber, Holz, 15. und 19. Jahrhundert | in der Kirche St-Genest (Lage)                  | PM21001131    | Classé       | 1978  |                |
| Skulptur Madonna mit Kind (1)                   | Kalkstein, farbig gefasst, 15. Jahrhundert | außen am Maison du Donataire (Lage)             | PM21001230    | Classé       | 1930  |                |
| Skulptur Madonna mit Kind (2)                   | Holz, farbig gefasst, 14. Jahrhundert | im Maison Champetier de Ribes (rue de l’Eglise) | PM21001231    | Classé       | 1971  |                |
| Gemälde Kreuzigung                              | Ölfarbe auf Leinwand, 17. oder 18. Jahrhundert | in der Kirche St-Genest (Lage)                  | PM21003502    | Inscrit      | 1974  |                |
| Gemälde Heilige Margareta, umgeben von Stiftern | Ölfarbe auf Holz, bezeichnet 1613 | in der Kirche St-Genest (Lage)                  | PM21003503    | Inscrit      | 1974  |                |
| Violette Kasel                                  | Seide, bestickt, 18. Jahrhundert | in der Kirche St-Genest (Lage)                  | PM21003598    | Inscrit      | 1977  |                |
| Rote Kasel                                      | Stoff, bestickt, 18. Jahrhundert | in der Kirche St-Genest (Lage)                  | PM21003600    | Inscrit      | 1977  |                |
| Skulptur Heilige Katharina                      | Stein, farbig gefasst, 16. Jahrhundert | in der Kirche St-Genest (Lage)                  | PM21003600    | Inscrit      | 2022  |                |
| Skulptur Christus in der Rast (1)               | Stein, farbig gefasst, 16. Jahrhundert | in der Kirche St-Genest (Lage)                  | PM21006704    | Inscrit      | 2022  |                |
| Skulptur Unterweisung Mariens (2)               | Stein, farbig gefasst, 16. Jahrhundert | in der Kirche St-Genest (Lage)                  | PM21006701    | Inscrit      | 2022  |                |
| Gemälde Madonna mit Kind und Johannesknaben     | Ölfarbe auf Leinwand, ohne Datierung | in der Kirche St-Genest (Lage)                  | PM21006702    | Inscrit      | 2022  |                |
| Skulptur Christus in der Rast (2)               | Stein, farbig gefasst, 16. Jahrhundert | in der Kirche St-Genest (Lage)                  | PM21006703    | Inscrit      | 2022  | weitere Bilder |
| Reliquienbüste einer Heiligen (1)               | Holz, farbig gefasst und vergoldet, ohne Datierung | in der Kirche St-Genest (Lage)                  | PM21006706    | Inscrit      | 2022  |                |
| Skulptur Heiliger Dionysius (?)                 | Stein, farbig gefasst, 15. Jahrhundert | in der Kirche St-Genest (Lage)                  | PM21006705    | Inscrit      | 2022  |                |
| Reliquienbüste einer Heiligen (2)               | Holz, farbig gefasst und vergoldet, ohne Datierung | in der Kirche St-Genest (Lage)                  | PM21006707    | Inscrit      | 2022  |                |
| Gemälde La Madone de la Justice                 | Ölfarbe auf Leinwand, 1845/46 von Jules Goddé | in der Kirche St-Genest (Lage)                  | PM21006708    | Inscrit      | 2022  |                |
| Skulptur Heiliger Vinzenz (?)                   | Aufsatz eines Prozessionsstabs; Holz, farbig egfasst und vergoldet, 18. Jahrhundert | in der Kirche St-Genest (Lage)                  | PM21006712    | Inscrit      | 2022  |                |
| Skulptur eines Bischofs (1)                     | Holz, farbig gefasst, 16. Jahrhundert | in der Kirche St-Genest (Lage)                  | PM21006710    | Inscrit      | 2022  |                |
| Kreuzweg                                        | 12 Gemälde; Emailmalerei auf Gusseisen, vergoldet, 19. Jahrhundert; zwei Gemälde gestohlen | in der Kirche St-Genest (Lage)                  | PM21006709    | Inscrit      | 2022  |                |
| Skulpturengruppe Monstranz und zwei Engel       | Aufsatz eines Prozessionsstabs; Holz, farbig gefasst und vergoldet, 18. Jahrhundert | in der Kirche St-Genest (Lage)                  | PM21006711    | Inscrit      | 2022  |                |
| Bekleidung eines Kirchenschweizers              | Gehrock, Zweispitz und Wehrgehänge; Wolltuch, bestickt, ohne Datierung | in der Kirche St-Genest (Lage)                  | PM21006715    | Inscrit      | 2022  |                |
| Skulptur einer Frau (1)                         | Stein, 16. Jahrhundert | in der Kirche St-Genest (Lage)                  | PM21006717    | Inscrit      | 2022  |                |
| Altarbekrönung                                  | Holz, farbig gefasst und vergoldet, 18. Jahrhundert | in der Kirche St-Genest (Lage)                  | PM21006713    | Inscrit      | 2022  |                |
| Skulptur einer Frau (2)                         | Stein, 16. Jahrhundert | in der Kirche St-Genest (Lage)                  | PM21006716    | Inscrit      | 2022  |                |
| Pietà (1)                                       | Holz, farbig gefasst, 17. oder 18. Jahrhundert | in der Kirche St-Genest (Lage)                  | PM21006714    | Inscrit      | 2022  |                |
| Kirchenfenster (1)                              | Buntglas, 15. und 16. Jahrhundert, modern neu montiert | in der Kirche St-Genest (Lage)                  | PM21001099    | Classé       | 1907  |                |
| Skulptur Heiliger Hieronymus                    | Kalkstein, 16. Jahrhundert | in der Kirche St-Genest (Lage)                  | PM21001110    | Classé       | 1907  |                |
| Kirchenfenster (2)                              | Buntglas, 15. und 16. Jahrhundert, modern neu montiert; mit dem Wappen von Quentin Ménard | in der Kirche St-Genest (Lage)                  | PM21002691    | Classé       | 1907  |                |
| Rotes Kelchvelum                                | Seide, bestickt, 18. Jahrhundert | in der Kirche St-Genest (Lage)                  | PM21003597    | Inscrit      | 1977  |                |
| Umschlag für ein Messbuch                       | Seide, bestickt, 18. Jahrhundert | in der Kirche St-Genest (Lage)                  | PM21003599    | Inscrit      | 1977  |                |
| Bodenmosaik                                     | romanisch | in der Abtei St-Pierre (Lage)                   | PM21001132    | Classé       | 1974  |                |
| Skulptur Torso (1)                              | Kalkstein, gallo-römisch | in der Abtei St-Pierre (Lage)                   | PM21001133    | Classé       | 1974  |                |
| Relief (1)                                      | Kalkstein, hochmittelalterlich | in der Abtei St-Pierre (Lage)                   | PM21001134    | Classé       | 1974  |                |
| Lesepult                                        | Kalkstein, um 1500; Fragment | in der Abtei St-Pierre (Lage)                   | PM21001135    | Classé       | 1974  |                |
| Kreuzigungsgruppe                               | Kalkstein, 15. Jahrhundert; Fragment der Mater dolorosa | in der Abtei St-Pierre (Lage)                   | PM21001136    | Classé       | 1974  |                |
| Grablegungsgruppe                               | Kalkstein, 15. Jahrhundert; Fragment eines Mannes | in der Abtei St-Pierre (Lage)                   | PM21001137    | Classé       | 1974  |                |
| Pietà (2)                                       | Kalkstein, 16. Jahrhundert; Fragment | in der Abtei St-Pierre (Lage)                   | PM21001138    | Classé       | 1974  |                |
| Kapitell (1)                                    | Kalkstein, mittelalterlich | in der Abtei St-Pierre (Lage)                   | PM21001139    | Classé       | 1974  |                |
| Kapitell (2)                                    | Kalkstein, 11. Jahrhundert | in der Abtei St-Pierre (Lage)                   | PM21001141    | Classé       | 1974  |                |
| Kapitell (3)                                    | Kalkstein, hochmittelalterlich | in der Abtei St-Pierre (Lage)                   | PM21001142    | Classé       | 1974  |                |
| Kapitell (4)                                    | Kalkstein, 9. Jahrhundert | in der Abtei St-Pierre (Lage)                   | PM21001143    | Classé       | 1974  |                |
| Kapitell (5)                                    | Kalkstein, 9. Jahrhundert | in der Abtei St-Pierre (Lage)                   | PM21001144    | Classé       | 1974  |                |
| Kapitell (6)                                    | Kalkstein, gallo-römisch | in der Abtei St-Pierre (Lage)                   | PM21001145    | Classé       | 1974  |                |
| Kapitell (7)                                    | Kalkstein, 11. Jahrhundert | in der Abtei St-Pierre (Lage)                   | PM21001146    | Classé       | 1974  |                |
| Kapitell (8)                                    | Kalkstein, 11. Jahrhundert | in der Abtei St-Pierre (Lage)                   | PM21001147    | Classé       | 1974  |                |
| Kapitell (9)                                    | Kalkstein, 11. Jahrhundert | in der Abtei St-Pierre (Lage)                   | PM21001149    | Classé       | 1974  |                |
| Kapitell (10)                                   | Kalkstein, 11. Jahrhundert | in der Abtei St-Pierre (Lage)                   | PM21001150    | Classé       | 1974  |                |
| Kapitell (11)                                   | Kalkstein, 12. Jahrhundert | in der Abtei St-Pierre (Lage)                   | PM21001155    | Classé       | 1974  |                |
| Kapitell (12)                                   | Kalkstein, 13. Jahrhundert | in der Abtei St-Pierre (Lage)                   | PM21001157    | Classé       | 1974  |                |
| Gewölbeschlussstein                             | Kalkstein, 13. Jahrhundert | in der Abtei St-Pierre (Lage)                   | PM21001161    | Classé       | 1974  |                |
| Kruzifix (1)                                    | Kalkstein, 15. Jahrhundert; Fragment | in der Abtei St-Pierre (Lage)                   | PM21001165    | Classé       | 1974  |                |
| Skulpturengruppe Kreuzabnahme                   | Kalkstein, farbig gefasst, um 1500; Fragment | in der Abtei St-Pierre (Lage)                   | PM21001166    | Classé       | 1974  |                |
| Kruzifix (2)                                    | Kalkstein, farbig gefasst, mittelalterlich; Fragment | in der Abtei St-Pierre (Lage)                   | PM21001167    | Classé       | 1974  |                |
| Skulptur Heiliger Antonius                      | Kalkstein, farbig gefasst, 15. Jahrhundert; Fragment | in der Abtei St-Pierre (Lage)                   | PM21001168    | Classé       | 1974  |                |
| Skulptur eines Priesters mit Pluviale           | Kalkstein, farbig gefasst, 15. Jahrhundert; Fragment | in der Abtei St-Pierre (Lage)                   | PM21001169    | Classé       | 1974  |                |
| Skulptur eines Diakons                          | Kalkstein, farbig gefasst, 15. Jahrhundert; Fragment | in der Abtei St-Pierre (Lage)                   | PM21001170    | Classé       | 1974  |                |
| Skulptur eines Bischofs (2)                     | Kalkstein, farbig gefasst, 15. Jahrhundert | in der Abtei St-Pierre (Lage)                   | PM21001171    | Classé       | 1974  |                |
| Skulptur eines Propheten mit Buch (?)           | Kalkstein, farbig gefasst, 15. Jahrhundert | in der Abtei St-Pierre (Lage)                   | PM21001172    | Classé       | 1974  |                |
| Skulptur eines Engels (1)                       | Kalkstein, 17. Jahrhundert | in der Abtei St-Pierre (Lage)                   | PM21001174    | Classé       | 1974  |                |
| Büste eines Mannes                              | Kalkstein, 16. Jahrhundert; Fragment | in der Abtei St-Pierre (Lage)                   | PM21001176    | Classé       | 1974  |                |
| Skulptur Kopf                                   | Kalkstein, 16. Jahrhundert; Fragment | in der Abtei St-Pierre (Lage)                   | PM21001177    | Classé       | 1974  |                |
| Büste eines Engels (1)                          | Kalkstein, 16. oder 18. Jahrhundert; Fragment | in der Abtei St-Pierre (Lage)                   | PM21001178    | Classé       | 1974  |                |
| Büste eines Engels (2)                          | Kalkstein, 16. oder 18. Jahrhundert; Fragment | in der Abtei St-Pierre (Lage)                   | PM21001179    | Classé       | 1974  |                |
| Skulptur einer Frau (3)                         | Kalkstein, mittelalterlich; Fragment | in der Abtei St-Pierre (Lage)                   | PM21001182    | Classé       | 1974  |                |
| Skulptur Madonna mit Kind (3)                   | Kalkstein, 16. Jahrhundert; Fragment | in der Abtei St-Pierre (Lage)                   | PM21001183    | Classé       | 1974  |                |
| Skulptur Heilige Barbara (2)                    | Kalkstein, 16. Jahrhundert (?); Fragment | in der Abtei St-Pierre (Lage)                   | PM21001187    | Classé       | 1974  |                |
| Skulptur einer Person mit Buch                  | Kalkstein, 15. oder 16. Jahrhundert; Fragment | in der Abtei St-Pierre (Lage)                   | PM21001189    | Classé       | 1974  |                |
| Skulptur eines Menschen (1)                     | Kalkstein, 15. Jahrhundert; Fragment | in der Abtei St-Pierre (Lage)                   | PM21001190    | Classé       | 1974  |                |
| Skulptur eines Menschen (2)                     | Kalkstein, 15. oder 16. Jahrhundert (?); Fragment | in der Abtei St-Pierre (Lage)                   | PM21001191    | Classé       | 1974  |                |
| Skulptur eines Engels (2)                       | Kalkstein, mittelalterlich; Fragment | in der Abtei St-Pierre (Lage)                   | PM21001192    | Classé       | 1974  |                |
| Kopf eines Wasserspeiers                        | Kalkstein, 13. Jahrhundert (?) | in der Abtei St-Pierre (Lage)                   | PM21001193    | Classé       | 1974  |                |
| Skulptur Kopf des Pépin                         | Kalkstein, um 1200 | in der Abtei St-Pierre (Lage)                   | PM21001194    | Classé       | 1974  |                |
| Chorschranke                                    | Kalkstein, 9. Jahrhundert; Fragment | in der Abtei St-Pierre (Lage)                   | PM21001196    | Classé       | 1974  |                |
| Kapitell (13)                                   | Kalkstein, 9. oder 11. Jahrhundert; Fragment | in der Abtei St-Pierre (Lage)                   | PM21001197    | Classé       | 1974  |                |
| Stein mit Rosette und Kreuz                     | Kalkstein, 12. Jahrhundert; Fragment | in der Abtei St-Pierre (Lage)                   | PM21001198    | Classé       | 1974  |                |
| Kapitell (14)                                   | Kalkstein, 11. Jahrhundert | in der Abtei St-Pierre (Lage)                   | PM21001202    | Classé       | 1974  |                |
| Kapitell (15)                                   | Kalkstein, 11. Jahrhundert | in der Abtei St-Pierre (Lage)                   | PM21001204    | Classé       | 1974  |                |
| Kapitell (16)                                   | Kalkstein, 11. Jahrhundert | in der Abtei St-Pierre (Lage)                   | PM21001206    | Classé       | 1974  |                |
| Kapitell (17)                                   | Kalkstein, 9. oder 11. Jahrhundert | in der Abtei St-Pierre (Lage)                   | PM21001212    | Classé       | 1974  |                |
| Doppelkapitell (1)                              | Kalkstein, 12. Jahrhundert | in der Abtei St-Pierre (Lage)                   | PM21001213    | Classé       | 1974  |                |
| Kapitell mit Farnwedeln und Personen            | Kalkstein, drittes Viertel des 11. Jahrhunderts | in der Abtei St-Pierre (Lage)                   | PM21001218    | Classé       | 1974  |                |
| Doppelkapitell (2)                              | Kalkstein, 11. Jahrhundert | in der Abtei St-Pierre (Lage)                   | PM21001219    | Classé       | 1974  |                |
| Doppelkapitell (3)                              | Kalkstein, drittes Viertel des 11. Jahrhunderts | in der Abtei St-Pierre (Lage)                   | PM21001220    | Classé       | 1974  |                |
| Schlussstein mit Osterlamm                      | Kalkstein, farbig gefasst, drittes Viertel des 13. Jahrhunderts | in der Abtei St-Pierre (Lage)                   | PM21001222    | Classé       | 1974  |                |
| Kapitell (18)                                   | Kalkstein, 11. Jahrhundert | in der Abtei St-Pierre (Lage)                   | PM21001227    | Classé       | 1974  |                |
| Skulptur Madonna mit Kind (4)                   | Kalkstein, 15. Jahrhundert; Torso | in der Abtei St-Pierre (Lage)                   | PM21001228    | Classé       | 1974  |                |
| Monolithische Säule mit Kapitell                | Kalkstein, 12. Jahrhundert | in der Abtei St-Pierre (Lage)                   | PM21001229    | Classé       | 1974  |                |
| Kapitell (19)                                   | Kalkstein, 11. Jahrhundert | in der Abtei St-Pierre (Lage)                   | PM21001140    | Classé       | 1974  |                |
| Kapitell (20)                                   | Kalkstein, 11. Jahrhundert | in der Abtei St-Pierre (Lage)                   | PM21001148    | Classé       | 1974  |                |
| Weihwasserbecken                                | Kalkstein, 12. Jahrhundert | in der Abtei St-Pierre (Lage)                   | PM21001162    | Classé       | 1974  |                |
| Relief (2)                                      | Kalkstein, 15. Jahrhundert | in der Abtei St-Pierre (Lage)                   | PM21001151    | Classé       | 1974  |                |
| Säule und Säulenbasis (1)                       | Kalkstein, 13. Jahrhundert | in der Abtei St-Pierre (Lage)                   | PM21001152    | Classé       | 1974  |                |
| Säule und Säulenbasis (2)                       | Kalkstein, 11. Jahrhundert | in der Abtei St-Pierre (Lage)                   | PM21001153    | Classé       | 1974  |                |
| Kapitell (21)                                   | Kalkstein, mittelalterlich | in der Abtei St-Pierre (Lage)                   | PM21001154    | Classé       | 1974  |                |
| Pfeiler                                         | Kalkstein, 13. Jahrhundert | in der Abtei St-Pierre (Lage)                   | PM21001156    | Classé       | 1974  |                |
| Sarkophag (1)                                   | Kalkstein, hochmittelalterlich | in der Abtei St-Pierre (Lage)                   | PM21001158    | Classé       | 1974  |                |
| Vier Gesimsteile                                | Kalkstein, 9. Jahrhundert | in der Abtei St-Pierre (Lage)                   | PM21001159    | Classé       | 1974  |                |
| Schlussstein                                    | Kalkstein, 13. Jahrhundert | in der Abtei St-Pierre (Lage)                   | PM21001160    | Classé       | 1974  |                |
| Teil einer Kreuzrippe (1)                       | Kalkstein, 13. Jahrhundert | in der Abtei St-Pierre (Lage)                   | PM21001163    | Classé       | 1974  |                |
| Kapitell (22)                                   | Kalkstein, 16. Jahrhundert | in der Abtei St-Pierre (Lage)                   | PM21001164    | Classé       | 1974  |                |
| Skulptur eines Abtes (1)                        | Kalkstein, farbig gefasst, 16. Jahrhundert | in der Abtei St-Pierre (Lage)                   | PM21001173    | Classé       | 1974  |                |
| Liegefigur des Quentin Ménard                   | Kalkstein, bezeichnet 1462 | in der Abtei St-Pierre (Lage)                   | PM21001175    | Classé       | 1974  |                |
| Büste eines Engels (3)                          | Kalkstein, 16. oder 18. Jahrhundert; Fragment | in der Abtei St-Pierre (Lage)                   | PM21001180    | Classé       | 1974  |                |
| Skulptur eines Engels (3)                       | Kalkstein, mittelalterlich; Fragment | in der Abtei St-Pierre (Lage)                   | PM21001181    | Classé       | 1974  |                |
| Skulptur Torso (2)                              | Kalkstein, mittelalterlich | in der Abtei St-Pierre (Lage)                   | PM21001184    | Classé       | 1974  |                |
| Statue                                          | Kalkstein, mittelalterlich; Fragment | in der Abtei St-Pierre (Lage)                   | PM21001185    | Classé       | 1974  |                |
| Skulptur eines Abtes (2)                        | Kalkstein, mittelalterlich | in der Abtei St-Pierre (Lage)                   | PM21001186    | Classé       | 1974  |                |
| Skulptur eines Abtes (3)                        | Kalkstein, mittelalterlich | in der Abtei St-Pierre (Lage)                   | PM21001188    | Classé       | 1974  |                |
| Gedenktafel                                     | Kalkstein, 12. Jahrhundert; Fragment | in der Abtei St-Pierre (Lage)                   | PM21001195    | Classé       | 1974  |                |
| Stein mit geometrischem Dekor                   | Kalkstein, mittelalterlich | in der Abtei St-Pierre (Lage)                   | PM21001199    | Classé       | 1974  |                |
| Sarkophag (2)                                   | Kalkstein, mittelalterlich | in der Abtei St-Pierre (Lage)                   | PM21001200    | Classé       | 1974  |                |
| Kapitell (23)                                   | Kalkstein, 11. Jahrhundert | in der Abtei St-Pierre (Lage)                   | PM21001201    | Classé       | 1974  |                |
| Kapitell (24)                                   | Kalkstein, 12. Jahrhundert | in der Abtei St-Pierre (Lage)                   | PM21001203    | Classé       | 1974  |                |
| Kapitell (25)                                   | Kalkstein, 11. Jahrhundert | in der Abtei St-Pierre (Lage)                   | PM21001205    | Classé       | 1974  |                |
| Kapitell (26)                                   | Kalkstein, 11. Jahrhundert | in der Abtei St-Pierre (Lage)                   | PM21001207    | Classé       | 1974  |                |
| Kapitell (27)                                   | Kalkstein, 11. Jahrhundert | in der Abtei St-Pierre (Lage)                   | PM21001208    | Classé       | 1974  |                |
| Kapitell (28)                                   | Kalkstein, 11. Jahrhundert | in der Abtei St-Pierre (Lage)                   | PM21001209    | Classé       | 1974  |                |
| Kapitell (29)                                   | Kalkstein, 13. Jahrhundert | in der Abtei St-Pierre (Lage)                   | PM21001210    | Classé       | 1974  |                |
| Kapitell (30)                                   | Kalkstein, 13. Jahrhundert | in der Abtei St-Pierre (Lage)                   | PM21001211    | Classé       | 1974  |                |
| Säulenbasis (1)                                 | Kalkstein, 12. Jahrhundert | in der Abtei St-Pierre (Lage)                   | PM21001214    | Classé       | 1974  |                |
| Säulenbasis (2)                                 | Kalkstein, 12. Jahrhundert | in der Abtei St-Pierre (Lage)                   | PM21001215    | Classé       | 1974  |                |
| Teil einer Kreuzrippe (2)                       | Kalkstein, 13. Jahrhundert | in der Abtei St-Pierre (Lage)                   | PM21001216    | Classé       | 1974  |                |
| Teil einer Kreuzrippe (3)                       | Kalkstein, 13. Jahrhundert | in der Abtei St-Pierre (Lage)                   | PM21001217    | Classé       | 1974  |                |
| Kapitell (31)                                   | Kalkstein, drittes Viertel des 12. Jahrhunderts | in der Abtei St-Pierre (Lage)                   | PM21001221    | Classé       | 1974  |                |
| Skulptur Madonna mit Kind (5)                   | Kalkstein, 15. Jahrhundert | in der Abtei St-Pierre (Lage)                   | PM21001223    | Classé       | 1974  |                |
| Relief (3)                                      | Kalkstein, 14. Jahrhundert; Fragment | in der Abtei St-Pierre (Lage)                   | PM21001224    | Classé       | 1974  |                |
| Skulptur eines Engels (5)                       | Holz, mittelalterlich; Fragment | in der Abtei St-Pierre (Lage)                   | PM21001225    | Classé       | 1974  |                |
| Kragstein                                       | Kalkstein, 12. Jahrhundert | in der Abtei St-Pierre (Lage)                   | PM21001226    | Classé       | 1974  |                |